# 물리학에 대한 7개의 간단한 수업
《물리학에 관한 7개의 간단한 수업》(이탈리아어: Sette brevi lezioni di fisica)은 이탈리아 물리학자 카를로 로벨리의 짧은 책이다. 2014년에 이탈리아어로 처음 출판된 이 책은 2021년까지 52개 언어로 번역되었다. 100만 부 이상이 팔렸는데 그 중 40만 부 이상이 이탈리아에서 팔렸다.

## 개요
이 책은 아인슈타인의 상대성 이론에서 양자 역학에 이르기까지 현대 물리학의 가르침을 7개의 간단하고 이해하기 쉬운 강의로 압축하고 있다. 이들은 원래 이탈리아 신문에 연재되었다. 예를 들어 로벨리는 문학적 접근 방식을 사용하여 아인슈타인이 목적 없이 보낸 1년을 강조하면서 시간을 낭비하지 않는 사람은 아무 성과도 얻지 못할 것이라고 언급했다.
1. 가장 아름다운 이론
2. 양자
3. 우주의 구조
4. 입자
5. 공간의 알갱이
6. 블랙홀의 확률, 시간 및 열
7. 우리들